# آرچ کیپ (اورگن)
آرچ کیپ (به انگلیسی: Arch Cape) یک منطقهٔ مسکونی در ایالات متحده آمریکا است که در Clatsop County واقع شده‌است. آرچ کیپ ۹٫۱۴ متر بالاتر از سطح دریا واقع شده‌است.